# Guri Weinberg
Guri Weinberg (Tel Aviv, 1 de agosto de 1972) é um ator israelense. Ele é conhecido por interpretar Stefan em A Saga Crepúsculo: Amanhecer - Parte 2 (2012), da série de filmes A Saga Crepúsculo baseada nos romances de mesmo nome de Stephenie Meyer.
Weinberg começou sua carreira de ator com pequenos papéis em séries de televisão e filmes, como The Young Indiana Jones Chronicles (1993) e Odd Jobs (1997), antes de receber papéis de maior destaque em filmes como You Don't Mess With the Zohan (2008). Weinberg também interpretou seu pai biológico, Moshe Weinberg, no filme Munich, de 2005, dirigido por Steven Spielberg e baseado no livro de George Jonas.
Ele é casado com a atriz americana de cinema e televisão Tammy Lauren desde 1997.

## Vida pregressa
Weinberg nasceu em 1º de agosto de 1972 em Tel Aviv, Israel, filho de Mimi e Moshe Weinberg. Seu pai era o treinador da equipe internacional de luta livre de Israel e do Hapoel Tel Aviv; ele havia sido o campeão israelense de wrestling juvenil, e também deteve um título semelhante por 8 anos, como o campeão israelense adulto de luta livre. Weinberg tinha um mês de idade quando seu pai, como treinador wrestling nacional para Israel e como parte da equipe israelense nos Jogos Olímpicos de Verão de 1972, viajou para Munique, onde ele foi morto junto com onze membros da equipe em um ataque terrorista liderado pelo grupo terrorista palestino Setembro Negro no Massacre de Munique.
Após a morte de seu pai, a mãe de Weinberg, Mimi, mudou-se com seu filho em 1986 para os Estados Unidos da América, estabelecendo-se em Los Angeles, Califórnia. Weinberg estudou na Beverly Hills High School.

## Carreira
Weinberg apareceu em vários pequenos papéis em séries de televisão e filmes, bem como em papéis mais proeminentes. Frequentando a Beverley Hills High School em Los Angeles, Califórnia, Weinberg estava na companhia de outras estrelas do cinema e da televisão, como Jennifer Aniston e Angelina Jolie.
Ele começou sua carreira de ator aos 21 anos, aparecendo em um episódio de The Young Indiana Jones Chronicles ("O jovem Indiana Jones e o escândalo de 1920"). Em seguida, Weinberg teve pequenos papéis em filmes para televisão, como Odd Jobs (1997), estrelado por Patrick Dempsey, bem como em episódios ocasionais de outras séries de televisão como Jack na terceira temporada de Pensacola: Wings of Gold ("Don't Ask, Don't Tell").
Em 2005, quando Weinberg tinha 33 anos, o diretor e produtor Steven Spielberg ofereceu-lhe o papel de seu próprio pai biológico Moshe Weinberg, no histórico drama Munique, baseado nos eventos que se seguiram ao massacre de Munique nos Jogos Olímpicos de 1972, em que seu pai foi morto por um grupo terrorista conhecido como Setembro Negro. O filme também foi baseado no livro Vengeance, do escritor canadense-húngaro George Jonas. O filme recebeu diversas indicações aos prêmios da Academia, inclusive para Melhor Filme, Melhor Roteiro Adaptado e Melhor Trilha Sonora. Ele teve um bom desempenho em todo o mundo em termos de sucesso comercial, ganhando $ 130 milhões, e foi nomeado o 16º "Melhor Filme do Século XXI Até o Agora" pelo The New York Times, em 2017. Ele gerou muitos elogios e críticas por retratar os eventos históricos que representava, incluindo a própria mãe de Weinberg, Mimi, que estava insatisfeita com o filme. Mais tarde ela disse que não queria que as pessoas assistissem ao filme, apesar de seu filho aparecer nele. 

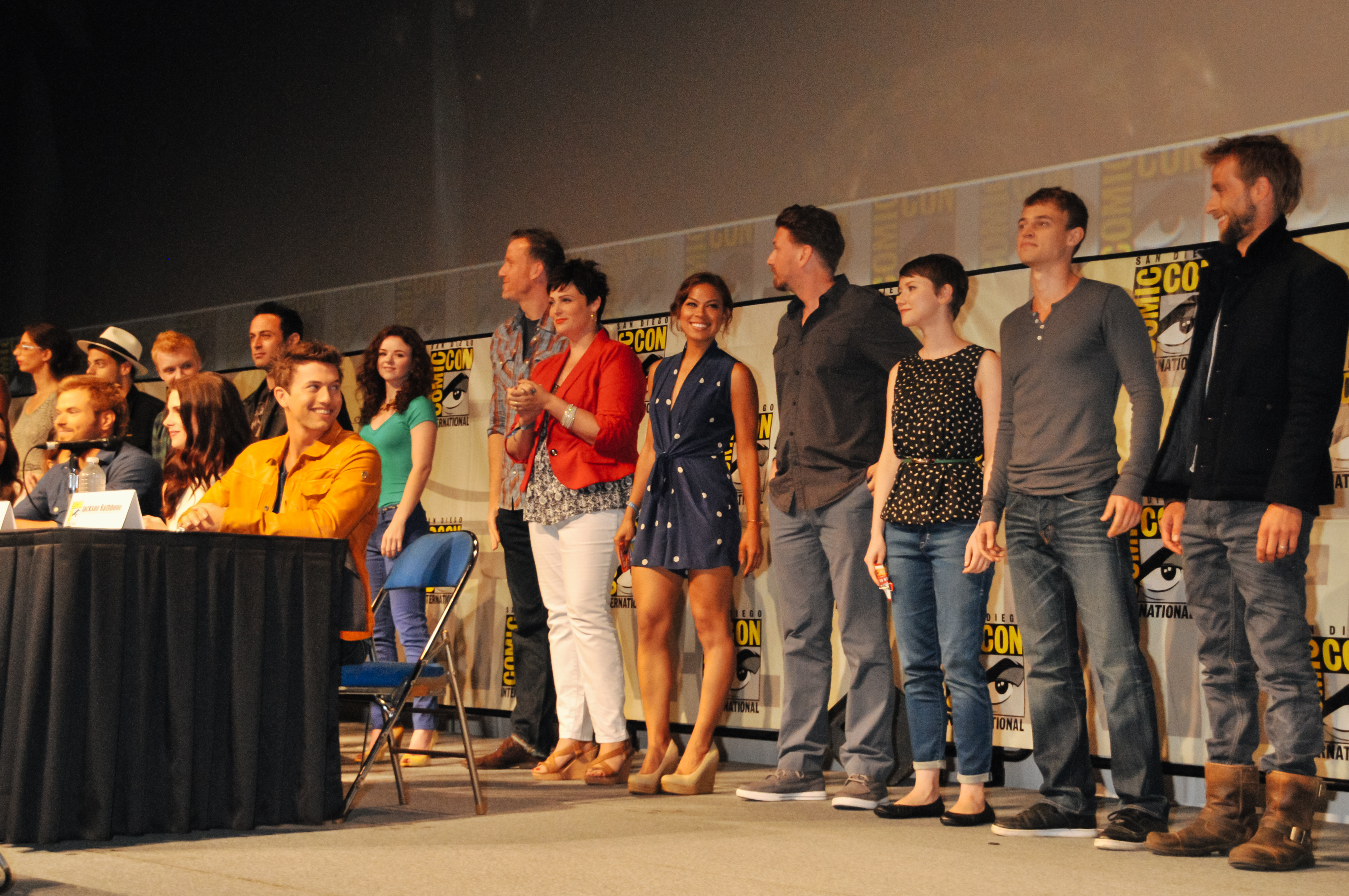
Weinberg (de pé, 4º a partir da esquerda) na San Diego Comic-Con International em 2012 com outros membros do elenco da Saga Twilight: Breaking Dawn - Parte 2.

Após tanto sucesso de Munique, Weinberg recebeu maior interesse por sua atuação. Ele declarou em uma entrevista em 2006 que já havia se envolvido em papéis menores, "mas agora estou sendo procurado, tenho uma tonelada de testes [depois de Munique ]". O interesse gerado nele como ator após seu papel no filme de Spielberg resultou na oferta de papéis em filmes comerciais de sucesso, notadamente como Aharon na sátira política You Don't Mess With the Zohan (2008), estrelado e produzido por Adam Sandler. Em 2012, Weinberg apareceu como Stefan, um membro do grupo de vampiros romenos junto com o ator canadense Noel Fisher (no papel de Vladimir) em A Saga Crepúsculo: Amanhecer - Parte 2. Este filme, o final da série de filmes da Saga Crepúsculo com base em de Stephenie Meyer romances do mesmo nome, realizada com sucesso nas bilheterias, apesar de críticas mistas por críticos, e foi o filme de maior bilheteria da série saga globais, gerando US $ 292,3 milhões.
Weinberg apareceu como personagem recorrente na curta série de televisão Cane, no papel de Yossi / Yosi, e também em NCIS: Los Angeles, como Yaniv. Mais recentemente, ele atuou no papel de Avi no filme de 2018, First We Take Brooklyn, estrelado por Charlotte McKinney. Ele atuou em um único episódio ou papéis de curta duração em muitos programas de televisão americanos populares, incluindo The Closer, Burn Notice e The Mentalist.
Weinberg escreve frequentemente em seu blog, acessível através de seu site oficial, e no passado escreveu opiniões ou artigos de convidados para veículos de mídia como a Fox News, para os quais escreveu um artigo de opinião em 2014. Ele atualizou seu blog durante as filmagens de A Saga Crepúsculo: Amanhecer - Parte 2 (2012), contando travessuras e amizade entre o elenco e os membros da equipe.
Ele também é o co-fundador (junto com sua esposa, Tammy Lauren, e a escritora / diretora Nony Geffen) e CEO da Destiny's Saloon, uma auto-relatada "agência de multimídia de propriedade de um artista com sede em Coachella Valley".

## Vida pessoal

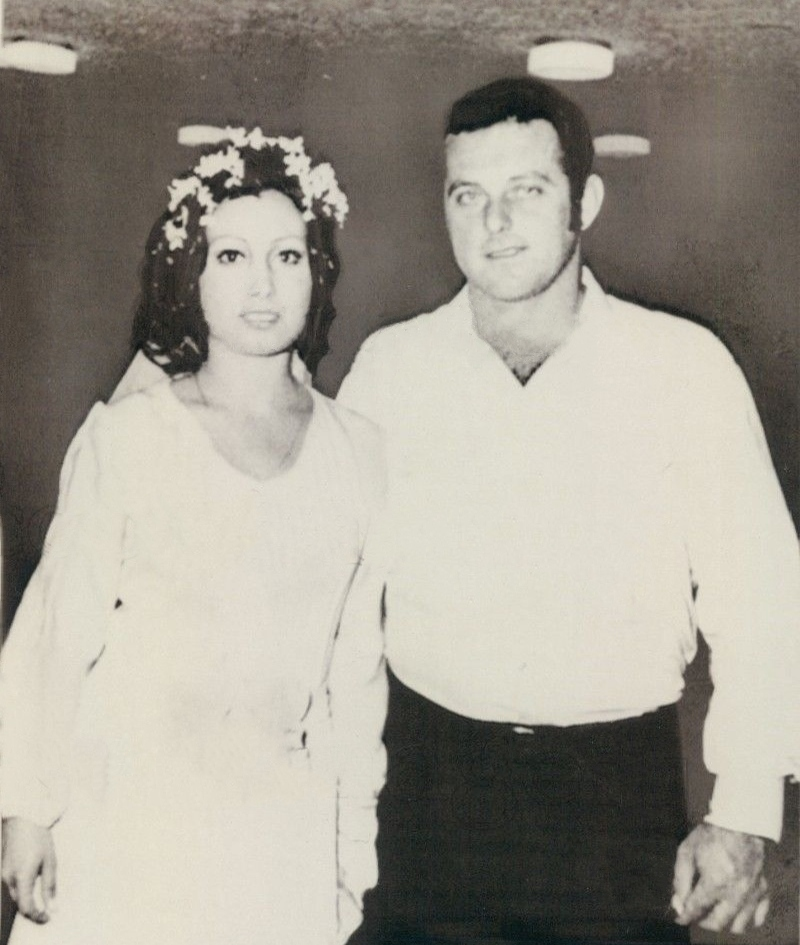
Mãe e pai falecido de Weinberg, Mimi e Moshe Weinberg, em 1971.

O pai de Weinberg, Moshe Weinberg, foi morto no massacre de Munique pelo grupo terrorista palestino Setembro Negro nos Jogos Olímpicos de Verão de 1972 em Munique, Alemanha, quando Weinberg tinha um mês de idade. Seu pai participava das Olimpíadas como parte da equipe israelense de luta livre, devido à sua posição como técnico nacional de luta livre. Sobre a morte de seu pai, Weinberg disse em uma entrevista: "Fiquei zangado com ele por muitos anos... Pensei que se ele não tivesse tentado lutar contra eles, talvez eu tivesse um pai". Ele se refere ao relato de seu pai protestar contra seus sequestradores terroristas, o que os levou a atirar nele e deixar seu corpo na rua enquanto tomavam outros membros da equipe como reféns. Mais tarde, Weinberg interpretou o papel de seu pai Moshe no filme de Steven Spielberg, Munique, de 2005, baseado no massacre e no livro Vingança de George Jonas. Apesar de seu filho aparecer no filme, a mãe de Weinberg, Mimi, expressou sua frustração com o retrato de Spielberg dos eventos e das pessoas envolvidas, declarando que ela "[não] quer que as pessoas vejam, mesmo que [seu] filho esteja nele".
Weinberg se casou com a atriz americana de cinema e televisão Tammy Lauren em 1997. O casal não tem filhos juntos.